# Thoth
Thoth je polská black metalová kapela založená v roce 2007 ve městě Wrocław Robem Darkenem (ex-Graveland), Necrem (Selbstmord) a Raborymem (Ohtar). Pojmenována je podle staroegyptského boha Thótha. 
První studiové album s názvem From the Abyss of Dungeons of Darkness vyšlo v roce 2008.

## Diskografie

### Studiová alba
- From the Abyss of Dungeons of Darkness (2008)
- Zamglenie (2010)